# Paramo des Andes septentrionales
Localisation
Le paramo des Andes septentrionales est une écorégion terrestre définie par le Fonds mondial pour la nature (WWF), qui couvre les régions de haute altitude de la cordillère des Andes en Colombie et en Équateur. Elle appartient au biome des prairies et brousses d'altitude de l'écozone néotropicale et se caractérise par sa végétation particulière, de type paramo sec.

## Espèces endémiques
| Anoures                                                                                                 | Anoures | Anoures | Anoures |
| --- | --- | --- | --- |
| Bufonidae                                                                                               | Craugastoridae | Craugastoridae | Craugastoridae |
| - Atelopus arthuri - Atelopus exiguus - Atelopus muisca - Osornophryne percrassa - Osornophryne talipes | - Hypodactylus peraccai - Niceforonia nana - Pristimantis baryecuus - Pristimantis cryophilius - Pristimantis gentryi - Pristimantis lasalleorum - Pristimantis mnionaetes - Pristimantis modipeplus - Pristimantis nervicus - Pristimantis nicefori - Pristimantis obmutescens - Pristimantis ocreatus - Pristimantis orcesi - Pristimantis racemus - Pristimantis repens - Pristimantis satagius - Pristimantis scopaeus - Pristimantis simonbolivari - Pristimantis simoteriscus - Pristimantis simoterus - Pristimantis thymalopsoides - Pristimantis truebae - Pristimantis uranobates - Pristimantis xestus | - Hypodactylus peraccai - Niceforonia nana - Pristimantis baryecuus - Pristimantis cryophilius - Pristimantis gentryi - Pristimantis lasalleorum - Pristimantis mnionaetes - Pristimantis modipeplus - Pristimantis nervicus - Pristimantis nicefori - Pristimantis obmutescens - Pristimantis ocreatus - Pristimantis orcesi - Pristimantis racemus - Pristimantis repens - Pristimantis satagius - Pristimantis scopaeus - Pristimantis simonbolivari - Pristimantis simoteriscus - Pristimantis simoterus - Pristimantis thymalopsoides - Pristimantis truebae - Pristimantis uranobates - Pristimantis xestus | - Hypodactylus peraccai - Niceforonia nana - Pristimantis baryecuus - Pristimantis cryophilius - Pristimantis gentryi - Pristimantis lasalleorum - Pristimantis mnionaetes - Pristimantis modipeplus - Pristimantis nervicus - Pristimantis nicefori - Pristimantis obmutescens - Pristimantis ocreatus - Pristimantis orcesi - Pristimantis racemus - Pristimantis repens - Pristimantis satagius - Pristimantis scopaeus - Pristimantis simonbolivari - Pristimantis simoteriscus - Pristimantis simoterus - Pristimantis thymalopsoides - Pristimantis truebae - Pristimantis uranobates - Pristimantis xestus |
| Dendrobatidae                                                                                           | Hemiphractidae | Hylidae | Telmatobiidae |
| - Colostethus jacobuspetersi - Hyloxalus delatorreae - Hyloxalus edwardsi - Hyloxalus pumilus           | - Gastrotheca litonedis - Gastrotheca pseustes | - Hyloscirtus pacha | - Telmatobius niger |
| Caudata                                                                                                 | | | |
| - Bolitoglossa hypacra                                                                                  | | | |
| Squamates                                                                                               | | | |
| Colubridae                                                                                              | Dipsadidae | Gymnophthalmidae | Tropiduridae |
| - Tantilla andinista                                                                                    | - Sibynomorphus oligozonatus - Sibynomorphus petersi | - Pholidobolus affinis - Pholidobolus prefrontalis - Proctoporus bogotensis | - Stenocercus lache |
| Oiseaux                                                                                                 | | | |
| Apodiformes                                                                                             | Falconiformes | Passeriformes | Passeriformes |
| - Oreotrochilus chimborazo                                                                              | - Phalcoboenus carunculatus | - Cinclodes excelsior - Cistothorus apolinari - Urothraupis stolzmanni | - Cinclodes excelsior - Cistothorus apolinari - Urothraupis stolzmanni |